# Islas Florida
Las islas Florida o islas Nggela son un pequeño grupo localizadas en la provincia Central de Islas Salomón, un país insular del océano Pacífico. 

## Islas
Las más importantes del grupo son Nggela Sule (o Isla Florida), Nggela Pile, Vatilau, Olevugha, Tulagi, Gavutu y Tanambogo. Las islas tuvieron importancia estratégica durante la Segunda Guerra Mundial, especialmente en la batalla de Guadalcanal. Estaban dominadas por Japón y fueron atacadas, y liberadas, por los Estados Unidos. Posteriormente, las islas serían utilizadas como base de hidroaviones estadounidenses.